# Distrikt Tapairihua
Der Distrikt Tapairihua liegt in der Provinz Aymaraes in der Region Apurímac im zentralen Süden von Peru. Der Distrikt wurde am 2. Januar 1857 gegründet. Er besitzt eine Fläche von 158 km². Beim Zensus 2017 wurden 1949 Einwohner gezählt. Im Jahr 1993 lag die Einwohnerzahl bei 2238, im Jahr 2007 bei 2131. Die Distriktverwaltung befindet sich in der 2820 m hoch gelegenen Ortschaft Tapairihua mit 224 Einwohnern (Stand 2017). Tapairihua liegt 20 km nordöstlich der Provinzhauptstadt Chalhuanca.

## Geographische Lage
Der Distrikt Tapairihua liegt im Andenhochland am Ostufer des Río Antabamba im Osten der Provinz Aymaraes.
Der Distrikt Tapairihua grenzt im Südwesten an den Distrikt Yanaca, im Westen an den Distrikt Justo Apu Sahuaraura, im Norden an den Distrikt Chapimarca, im Osten an den Distrikt Chacoche (Provinz Abancay) sowie im Südosten an die Distrikte El Oro (Provinz Antabamba) und Pocohuanca.